# Мінц Ісак Ізраїльович
Ісак Ізраїльович Мінц (22 січня (3 лютого) 1896, Кринички, Солонянський район — 5 квітня 1991, Москва, РРФСР) — радянський історик, академік АН СРСР (з 1946 року).

## Біографія
Народився 22 січня (3 лютого) 1896 року в селі Криничках Катеринославської губернії (нині Солонянського району Дніпропетровської області) в сім'ї службовців. Єврей.
Член РСДРП з квітня 1917 року. У 1917 році вступив до загону Червоної гвардії. З початку 1919 року — в Червоній армії. Учасник Громадянської війни, зокрема у 1919 році був політичним комісаром 2-ї Української радянської дивізії та комісаром 46-ї стрілецької дивізії, у 1920–1922 роках — комісаром кавалерійського корпусу Червоного козацтва, у 1922—1923 роках — комісаром Академії Повітряного флоту РСЧА. У 1923 році демобілізований з РСЧА і направлений на навчання.
У 1926 році закінчив Інститут червоної професури і був направлений на викладацьку роботу начальником історичного відділення цього ж інституту. У 1932–1949 роках завідував кафедрами історії СРСР в Московському інституті філософії, літератури та історії імені М. Г. Чернишевського і Московському державному університеті, а з 1937 року й у Вищій партійній школі при ЦК КПРС. Був автором праць з історії Жовтневої революції, Громадянської війни в СРСР, зовнішньої політики Радянської держави, історії партії. Член-кореспондент АН СРСР з 1939 року. У роки німецько-радянської війни опублікував роботи, присвячені битві під Москвою, партизанському руху. Прочитав близько тисячі лекцій та доповідей перед бійцями частин діючої армії і в тилу.
У 1941 році був одним з організаторів Комісії з історії Великої Вітчизняної війни, а потім її головою. У 1942–1943 роках за завданням Комінтерну опублікував узагальнюючу працю «Армія Радянського Союзу» для зарубіжних читачів (вийшла у світ англійською та іншими мовами); написав багато статей для радянських газет і журналів про бойові традиції Червоної Армії, про партизанський рух.
Був членом урядової комісії з розслідування злодіянь німецько-фашистських окупантів в Ясній Поляні; брав участь у зборі матеріалів для Надзвичайної державної комісії з розслідування злодіянь німецько-фашистських загарбників на окупованій радянській території.
Був одним з укладачів і редакторів «Історії громадянської війни в СРСР», том 2 (1942) і авторів «Історії дипломатії», томи 2-3 (1945). За ці роботи в 1943 і 1946 роках отримав Сталінську премію. У роки німецько-радянської війни передав премію разом з колективом лауреатів (всього 15 осіб) у Фонд оборони.
У 1946 році обраний академіком АН СРСР. У 1947–1950 роках — професор Академії суспільних наук. З 1950 по 1972 рік — завідувач кафедри історії СРСР Московського педагогічного інституту імені В. І. Леніна. З 1954 року — старший науковий співробітник Інституту історії СРСР Академії наук СРСР.
З 1962 року — голова Наукової ради Академії наук СРСР з комплексної проблеми «Історія Великої Жовтневої революції». У 1974 році за наукову працю «Історія Великого Жовтня» томи 1-3 (1967—1973) удостоєний Ленінської премії.
Як історик впродовж всього свого життя був прихильником того курсу комуністичної партії, який тріумфував у той час. З кінця 1920-х років був одним з найактивніших творців і пропагандистів культу особи Й. В. Сталіна, пов'язував з його ім'ям створення Червоної армії і всі перемоги на фронтах Громадянської війни. Після 1956 року перестав згадувати Сталіна у своїх працях. Історичні роботи І. І. Мінца завжди були написані в руслі тодішньої лінії партії.
Жив у Москві. Помер 5 квітня 1991 року. Похований у Москві на Востряковському кладовищі.

## Відзнаки
Указом Президії Верховної Ради СРСР від 2 лютого 1976 року за великі заслуги в розвитку історичної науки, підготовку кадрів та у зв'язку з вісімдесятиріччям з дня народження Мінцу Ісаку Ізраїльовичу присвоєно звання Героя Соціалістичної Праці з врученням йому ордена Леніна і золотої медалі «Серп і Молот».
Лауреат Ленінської премії (за 1974 рік) та двох Сталінських премій (1943, 1946).
Нагороджений трьома орденами Леніна (1966, 1976, 1986), орденом Жовтневої Революції (1971), орденом Вітчизняної війни 1-го ступеня (1945), двома орденами Трудового Червоного Прапора (1944, 1946), медалями, в тому числі «За оборону Москви» і «За доблесну працю у Великій Вітчизняній війні 1941—1945 рр.».